# Xian de Qingshui
Le xian de Qingshui (清水县 ; pinyin : Qīngshuǐ Xiàn) est un district administratif de la province du Gansu en Chine. Il est placé sous la juridiction de la ville-préfecture de Tianshui.

## Histoire
C'est là que sous la dynastie des Tang, fut signé un traité de paix sino-tibétain en 783 privant la Chine des territoires à l'ouest de la rivière Tatu. Il n'empêcha pas les hostilités entre la Chine et l'Empire tibétain de reprendre trois ans plus tard.
En août 1227, Gengis Khan y meurt des suites d'une chute à cheval lors d'une partie de chasse.

## Démographie
La population du district était de 299 718 habitants en 1999.